# Sistema museale urbano lecchese
Il Sistema Museale Urbano Lecchese (sigla, SiMUL) è il sistema museale della città di Lecco. Il SiMUL è l'erede dei Musei civici di Lecco, un'organizzazione fondata nel 1900, a partire dal Museo naturalistico privato di Carlo Vercelloni, inaugurato nel 1888. Fondati dal geologo Mario Cermenati, dal naturalista Carlo Vercelloni e dall'archeologo Antonio Magni, furono collocati nel 1927 nella sede del Palazzo Belgiojoso. Nel 1933 vi confluì il "Museo storico", nel 1983 la Galleria comunale d'arte e il Civico museo manzoniano, nel 1986 la "Sezione separata d'archivio" annessa al Museo storico, nel 2001 il Museo archeologico e nel 2004 il planetario civico di Lecco, annesso al Museo di storia naturale. Alla prima sede si aggiunsero, nel corso del tempo, quella della Torre Viscontea e quella di Villa Manzoni, dove oggi ha sede la direzione del sistema museale. Nel 2021 la "Sezione separata d'archivio" è stata trasferita all'interno del campus universitario del Politecnico di Lecco, dando vita ad un Polo Archivistico vero e proprio in cui l'utenza ha la possibilità, previa prenotazione, di visionare un gran numero di documenti e carteggi che raccontano la storia del territorio lecchese.

## Sedi

### Villa Manzoni
- Civico museo manzoniano
- Fototeca

### Palazzo delle Paure

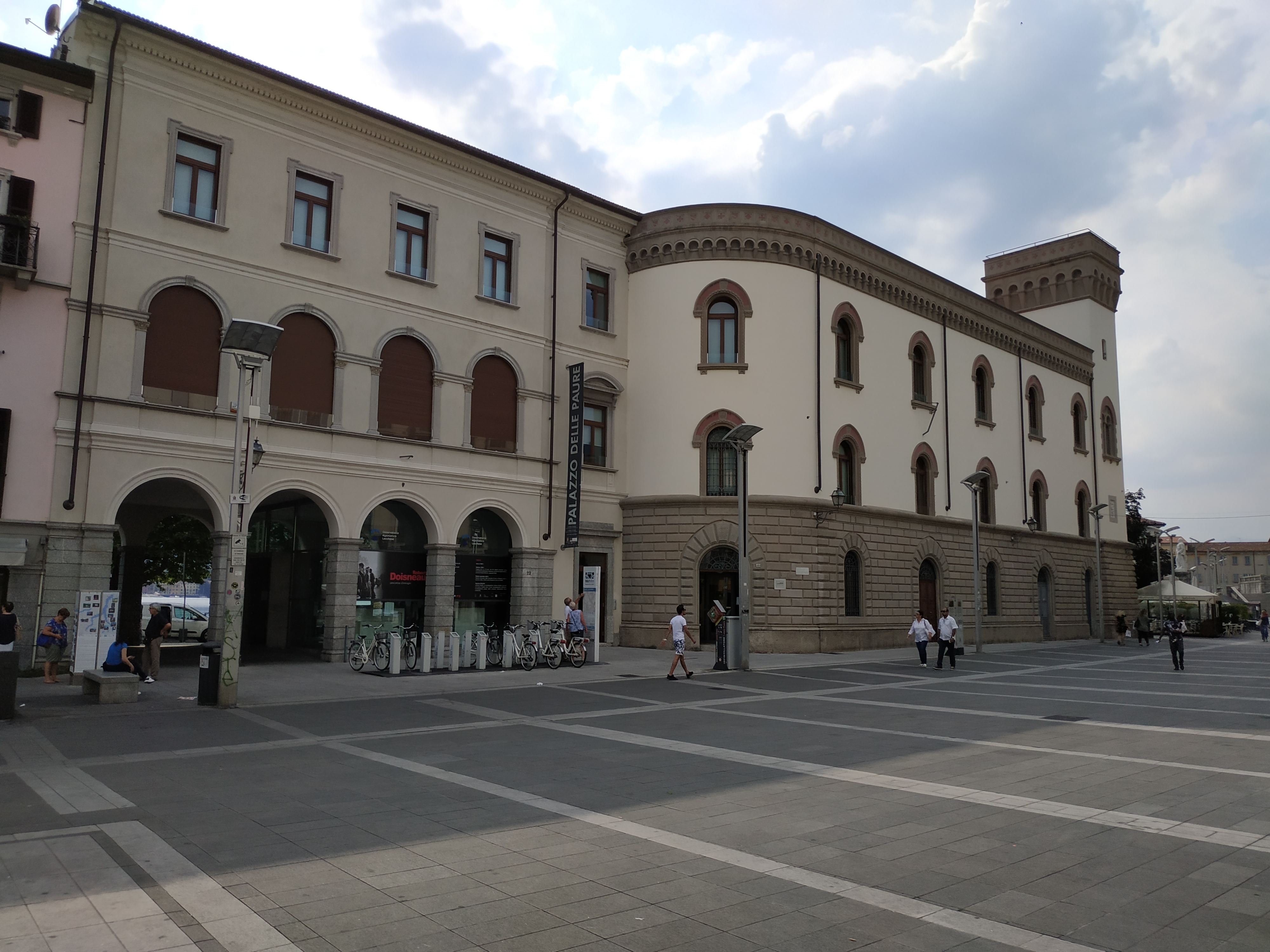
Palazzo delle paure

- Galleria d'arte contemporanea e sezione di grafica e fotografia
- Osservatorio culturale della montagna e dell'alpinismo lecchese
- Esposizioni temporanee

### Palazzo Belgiojoso

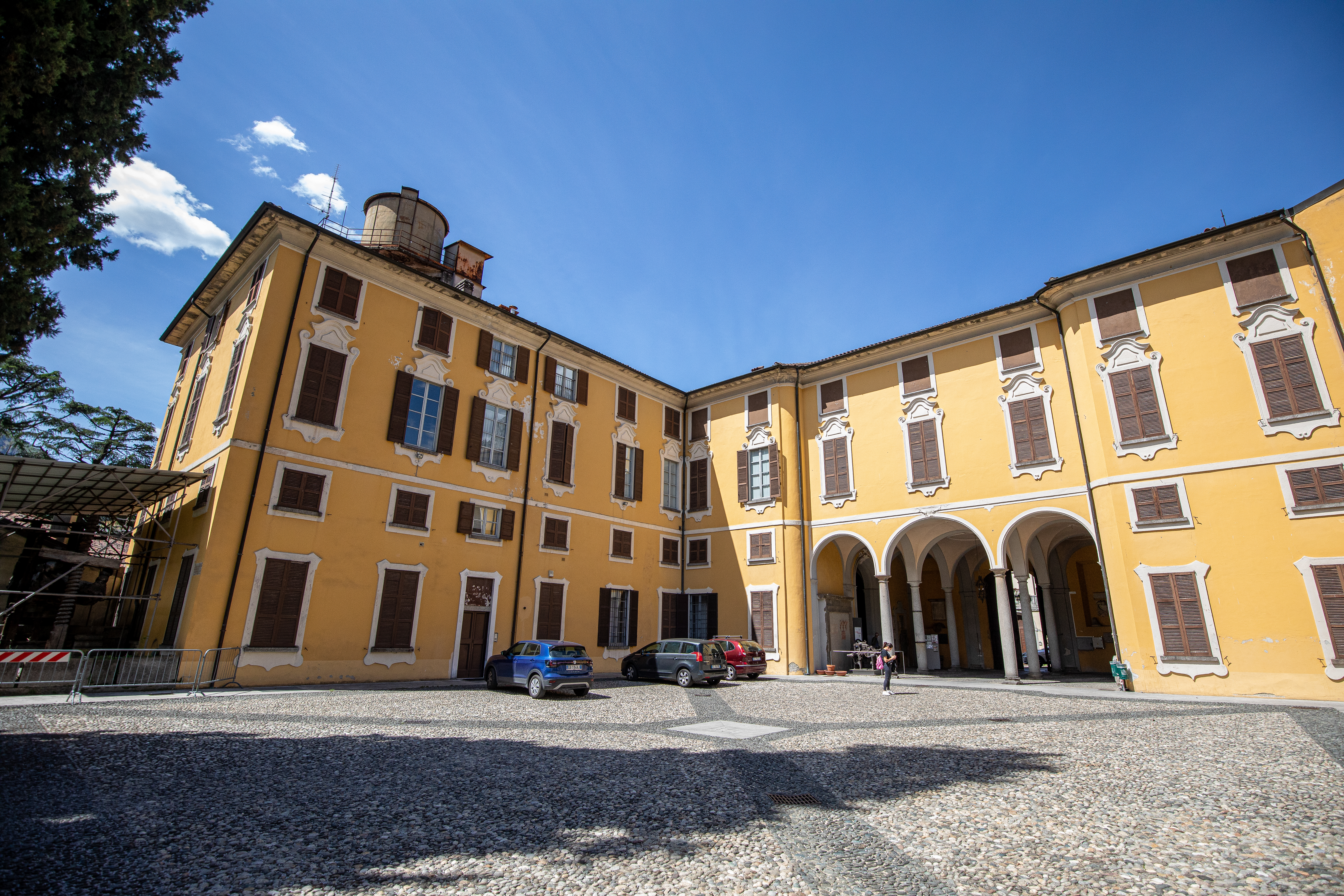
Polo museale di Palazzo Belgiojoso

- Civico museo archeologico
- Museo storico
- Museo di storia naturale
- Planetario di Lecco

### Torre Viscontea

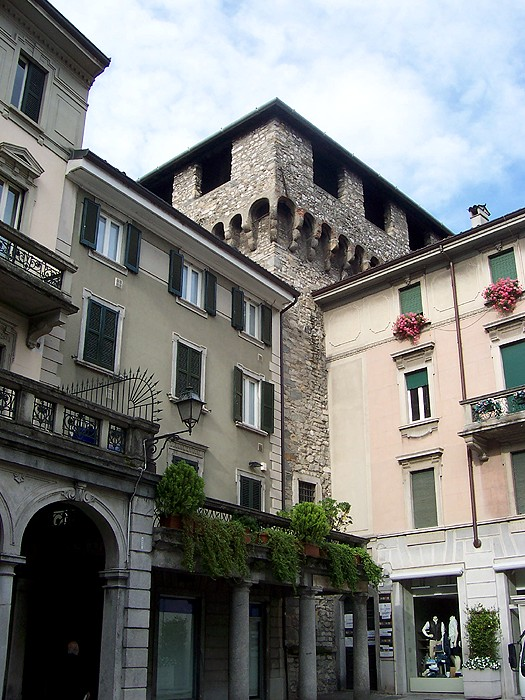
Torre viscontea

- Esposizioni temporanee

### Polo Archivistico
- Sezione separata d'archivio